# Maria Rita (jornal)
"Maria Rita : semanário humorístico" publicou-se entre 1932 e 1934 no Porto, sob a direção de Arnaldo Leite, Carvalho Barbosa e Heitor Campos Monteiro (também eles redatores). "Maria Rita", a personagem que lhe dá nome (versão feminina do Zé Povinho criado por Bordalo) é uma figura associada ao folclore, que se apresenta, cheia de humor, de saias e chinelas de ourelo, que passou a vida a rir, e a rir, … sempre atenta ao quotidiano do país e em particular do Porto. Colaboram na redação deste semanário  Abílio Campos Monteiro, Tomás Ribeiro Colaço. Quanto à parte gráfica e caricaturas vários são os artistas que assinam: Octávio Sérgio Boaventura, Cristiano de Carvalho e Manuel Monterroso.